# ساندرا غاسر
ساندرا غاسر (بالألمانية: Sandra Gasser) هي عداءة مسافات متوسطة سويسرية ولدت في يوم 27 يوليو 1962 في مدينة بيرن عاصمة سويسرا، إختصت بسباق 1500 و 3000 متر، أبرز إنجازاتها هو فوزها بالميدالية الذهبية في بطولة أوروبا لألعاب القوى داخل الصالات 1987 في ليفين في فرنسا، كما فازت بالميدالية البرونزية في بطولة أوروبا لألعاب القوى داخل الصالات 1990 في سبليت في يوغوسلافيا، أفضل رقم شخصي لها في سباق 1500 هو 4:01.10 سجلته في أوسلو في النرويج في يوليو 1987.

## روابط خارجية
- ساندرا غاسر على موقع الاتحاد الدولي لألعاب القوى (الإنجليزية)
- ساندرا غاسر على موقع رابطة إحصائيات سباق الطريق (الإنجليزية)